# أسيل الطفيلي
أسيل الطفيلي (16 أغسطس 1996) هي لاعبة كرة قدم لبنانية سابقة لعبت كلاعبة خط وسط، كما لعبت كرة الصالات.

## مهنة النادي
أصبحت مهتمة بكرة القدم عندما كانت في السادسة من عمرها، وفي عام 2002، بعد حضورها مباراة بين الأنصار والنجمة في بيروت مع والدها وشقيقها الأصغر. وفي تشرين الثاني/نوفمبر 2009، شاركت في "مهرجان كرة القدم" الذي نظمه الاتحاد النرويجي لكرة القدم في الأردن. وقعت عقدها الأول في عام 2010، ولعبت موسمين في فريق الشباب العربي.
أمضت حياتها المهنية مع ثلاثة أندية أخرى ( أكاديمية البنات ،نجوم الرياضة، الصفاء). فازت بلقبين في الدوري اللبناني لكرة القدم للسيدات في موسمي 2016–17 و2018–19، مع نادي الصفاء، وفي موسم 2020-21، تعرضت لإصابة في الرباط الصليبي الأمامي مما أجبرها على الاعتزال في عام 2021.

## مهنة دولية
لعبت دولياً لمنتخب لبنان.

## الحياة الشخصية
بعد اعتزالها كلاعبة في عام 2021، انتقلت إلى مدينة ليون الفرنسية لدراسة علم اجتماع الرياضة في جامعة كلود برنارد ليون 1.

## الإنجازات
نجوم الرياضة
- الدوري اللبناني لكرة القدم للسيدات: 2016–17، 2018–19
- كأس لبنان للسيدات: 2018–19؛ الوصيف: 2016–17، 2017–18
- كأس السوبر اللبناني للسيدات: 2016–17؛ الوصيف: 2017–18، 2018–19

الصفاء
- الدوري اللبناني لكرة القدم للسيدات: 2020–21